# Daizee Haze
Emily Sharp (Cape Girardeau, Misuri; 11 de mayo de 1983) es una ex luchadora profesional estadounidense, conocida por su nombre artístico en el ring de Daizee Haze.

## Carrera profesional

### Debut y Gateway Championship Wrestling (2002)
Haze fue entrenada por Kid Kash y Delirious. Ha rendido homenaje a sus mentores, especialmente a Delirious, en el cuadrilátero imitando algunos de sus gestos, en particular el discurso incoherente de Delirious, y realizando algunos de sus movimientos de lucha característicos. En marzo de 2002 debutó como profesional en la Gateway Championship Wrestling, con sede en Misuri, utilizando un hippie stoner gimmick. El gimmick es un homenaje a su padre, que era hippie y murió cuando ella tenía quince años, y el nombre del ring es producto de la imaginación de su hermana, después de que ella quisiera cambiar su nombre legalmente por el de Daisy Hayes en honor al cantante de Savage Garden, Darren Hayes. Alrededor de la misma época, MsChif comenzó a trabajar para la misma promoción y las dos empezaron a trabajar juntas dentro del ring. Haze también comenzó a trabajar para IWA Mid-South como valet de Matt Sydal, y luego pasó a competir en la división femenina.

### Independent Wrestling Association Mid-South (2003–2008)
Haze debutó en la IWA Mid-South en 2003, como mánager de Matt Sydal, pero pronto luchó en la recién creada división femenina. Su primer combate fue contra Mickie Knuckles en el evento Revenge Served Cold del 23 de octubre. En mayo de 2004 se introdujo el Campeonato Femenino del Medio Oeste de la NWA, y se organizó un torneo en el show de las Volcano Girls para determinar la campeona inaugural. Haze derrotó a Sumie Sakai en la primera ronda y a Rain en la segunda, pero perdió en una final a tres bandas, cuando Lacey la venció a ella y a Mercedes Martínez.
El Campeonato Femenino de la NWA Midwest y el Campeonato Femenino de la IWA Mid-South se fusionaron a principios de 2005, y Haze ganó el Campeonato a Ariel en un desafío de seis combates en el evento Givin Em Da Bizness el 12 de febrero de 2005. Sin embargo, después de tres meses, Haze cedió el campeonato a MsChif el 7 de mayo. Haze continuó haciendo apariciones esporádicas en la IWA Mid-South, en un momento dado vistiendo un atuendo al estilo de Delirious y haciéndose llamar Shelirious en un combate contra Mickie Knuckles el 9 de julio de 2005. El 2 de mayo de 2008, Haze recuperó el Campeonato por segunda vez tras derrotar a la campeona defensora Knuckles y a Sara Del Rey en un combate a tres bandas. Haze compitió en el torneo Volcano Girls 2 pero fue eliminada en las semifinales por Knuckles. La ganadora del torneo, Rachel Summerlyn, se ganó una oportunidad por el título contra Haze en King of the Deathmatches. Sin embargo, Summerlyn no consiguió su combate por el campeonato, y a finales de 2008 el campeonato terminó.

### Ring of Honor (2004–2011)
Casi al mismo tiempo que su debut en IWA Mid-South, Haze y Sydal debutaron en Ring of Honor (ROH) a principios de 2004. En aquel momento la lucha femenina no era una práctica habitual en la promoción, pero Haze participó en un programa en el ring con Allison Danger, que estaba pasando un tiempo alejada del luchador The Prophecy. Poco después Haze se convirtió en miembro de Generation Next cuando Sydal se unió a la facción. En noviembre de 2005, en el show de ROH Vendetta, dirigió a Generation Next y a A.J. Styles (que sustituyó a Roderick Strong) en una guerra de ocho hombres contra The Embassy. A Haze se le unió Jade Chung, que se había liberado del abuso mental a manos de The Embassy desde que se convirtió en la novia kayfabe de Strong. Durante la guerra de ocho hombres, Prince Nana, de The Embassy, arrastró a Haze al ring por el pelo. Austin Aries y Sydal hicieron la salvación sólo para que Haze se volviera contra ellos mientras golpeaba a ambos hombres y procedía a entregar un Mind Trip a Jade Chung antes de ponerse del lado de Prince Nana. Permaneció con el stable hasta que se disolvió en septiembre de 2006, después de lo cual se convirtió en una favorita de los fans y se alineó con B.J. Whitmer y Colt Cabana en su guerra con Lacey, Jimmy Jacobs y Brent Albright.
Fuera de la promoción, Haze mantuvo una rivalidad con Lacey que se trasladó a Ring of Honor. En el show Dedicated, de enero de 2007, Haze formó equipo con Whitmer y Cabana en un combate de seis personas contra Lacey, Jacobs y Albright. Jacobs, Lacey y Albright ganaron el combate después de que Jacobs pusiera a Haze a través de una mesa. La disputa continuó en el transcurso del Festival del Quinto Año de Ring of Honor. En una reedición del show, pero con Adam Pearce sustituyendo a Albright, Haze y su equipo ganaron. Sin embargo, seis días después, Haze fue derrotada en un combate individual por Lacey, después de que Jacobs interfiriera.
En el verano de 2007, Haze empezó a enfrentarse a Sara Del Rey, que era la campeona de Shimmer en ese momento. Ambas se enfrentaron en numerosas ocasiones, normalmente sin que el Campeonato estuviera en juego. El primer combate por el Campeonato de Haze tuvo lugar en 2008, en el show 6th Anniversary Show de Ring of Honor, en el que Del Rey retuvo el campeonato. La disputa con Del Rey se amplió para incluir a Sweet and Sour, Inc, la facción de la que Del Rey era miembro, y como resultado, Delirious pasó a ayudar a Haze. La rivalidad de Haze con Lacey, que había pasado a formar parte de The Age of the Fall, se reavivó. Delirious comenzó a revelar sus intenciones románticas hacia Haze, pero ella lo rechazó, lo que llevó a Rhett Titus a afirmar que se había acostado con Haze, quien lo negó. Sin embargo, después de ver imágenes de Haze y Tius juntos, Delirious se unió a The Age of the Fall, aunque se marchó poco después cuando Jacobs intentó pinchar a Haze, pero Delirious se volvió contra sus compañeros de establo y salvó a Haze.
En 2009, ROH firmó un acuerdo de televisión con HDNet para un programa semanal de lucha libre por episodios Ring of Honor Wrestling, que comenzó el 21 de marzo de 2009. Haze intervino en el segundo programa, que se emitió el 28 de marzo, donde perdió ante Del Rey tras una Royal Butterfly. En el cuarto programa, que se emitió el 11 de abril, se asoció con Nevaeh para derrotar a Del Rey y Sassy Stephie. En el octavo episodio, que se emitió el 9 de mayo, Daizee Haze formó equipo con Delirious para enfrentarse a la campeona de Shimmer, MsChif, y a su compañero de equipo Jimmy Jacobs, en un combate en el que Haze inmovilizó a la campeona de Shimmer con un Mind Trip. Como parte del undécimo episodio, que se emitió el 30 de mayo, participó en un combate a tres bandas contra la ex campeona de Shimmer Sara Del Rey y la que era la entonces campeona de la firma, MsChif, quien ganó finalmente el combate. Regresó en el episodio 17, que se emitió el 11 de julio, en el que volvió a formar equipo con Nevaeh perdiendo ante el equipo de MsChif y Sara Del Rey. Desde 2009, es una de las dos entrenadoras principales de la ROH Wrestling Academy, siendo la otra entrenadora principal Delirious. No ha hecho una aparición para ROH desde el 2 de abril de 2011.

### Chikara (2005–2011)

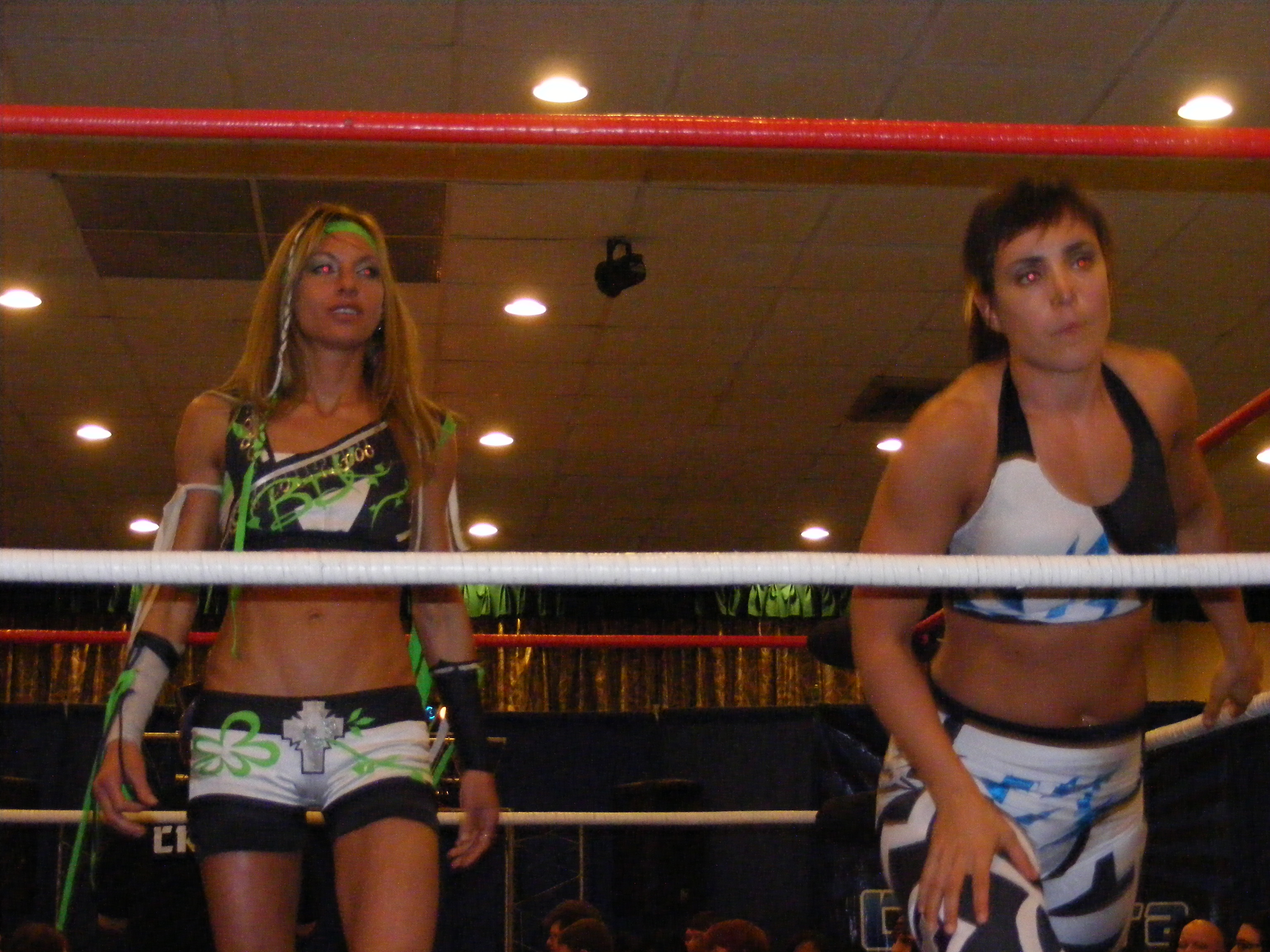
Haze (izq.) junto a Sara Del Rey en octubre de 2010.

Haze comenzó a luchar para la empresa Chikara, con sede en Filadelfia (Pensilvania), en 2005. En noviembre de 2009, protagonizó su primera historia importante en la empresa, cuando se alió con Claudio Castagnoli, Ares, Pinkie Sánchez, Sara Del Rey, Tim Donst y Tursas para formar el stable heel Bruderschaft des Kreuzes (BDK).
El 18 de septiembre de 2010, Haze luchó contra la leyenda japonesa del joshi Manami Toyota en su primer combate en suelo americano, con derrota. El 23 de octubre Haze representó a BDK en el torneo cibernetico, donde se enfrentó a un equipo compuesto por originales de Chikara. Al día siguiente, Haze y Del Rey derrotaron a los Super Smash Bros. (Player Uno y Player Dos) en un combate por equipos para conseguir su tercera victoria consecutiva y, como primer equipo femenino, ganarse el derecho a disputar el Campeonato de Parejas de Chikara, que en ese momento estaba en manos de sus compañeros Ares y Claudio Castagnoli.
Sin embargo, Haze y Del Rey nunca llegaron a cobrar sus puntos ya que Ares y Castagnoli les ordenaron defenderlos en un combate de eliminación a cuatro bandas el 21 de noviembre, donde acabaron siendo eliminados por Mike Quackenbush y Jigsaw y perdiendo todos sus puntos.
El 31 de julio de 2011, Castagnoli se volvió primero contra Del Rey, después de perder contra ella en un combate individual, y luego contra Haze, ya que estaba defendiendo a su compañera de tag team habitual. A la semana siguiente, Del Rey abandonaba BDK, mientras que Chikara anunciaba que Haze se tomaría una licencia de la promoción tras sufrir una lesión en la storyline a manos de Castagnoli.

### Shimmer Women Athletes (2005–2011)
Daizee también lucha regularmente en la promoción hermana de ROH, Shimmer Women Athletes, una promoción de lucha libre femenina con sede en Chicago (Illinois). Haze participó en el evento principal de sus cuatro primeros espectáculos, que se publican en DVD como "volúmenes". En la grabación del Volumen 1, el 5 de noviembre de 2005, Haze derrotó a Lacey con el Mind Trip en un combate de veinticinco minutos. En el Volumen 2, Del Rey aplastó a Haze con la Royal Butterfly para ganar un evento principal de eliminación a cuatro bandas en el que también participaron Lacey y Mercedes Martínez. Haze volvió a perder contra Del Rey en el Volumen 3, y en el Volumen 4 Haze derrotó a Rebecca Knox.
El primer enfrentamiento real de Haze en Shimmer fue contra Knox, que se enfadó tras su derrota en el Volumen 4, lo que llevó a que se programara un combate de dos de tres caídas para el Volumen 5, que Haze acabó perdiendo por dos caídas a una. En el Volumen 6, sin embargo, Haze consiguió una victoria sobre Nikita. Haze y Knox iban a poner fin a su disputa en un combate Ironwoman de 60 minutos en el Volumen 7, el 22 de octubre de 2006, pero la idea se desechó después de que Knox sufriera una lesión mientras luchaba en Europa.
En su lugar, Haze se enfrentó a Cheerleader Melissa en el evento principal, donde Melissa salió victoriosa. En el Volumen 8, Haze recuperó algo de impulso al derrotar a Tiana Ringer, y en el Volumen 9 continuó su racha de victorias al vencer a Amber O'Neal, aunque perdió ante Awesome Kong en las grabaciones del Volumen 10.
Durante los volúmenes 11 y 12 se celebró un torneo de dos días, grabado el 1 y 2 de junio de 2007, para coronar a la primera campeona de Shimmer. Haze llegó a las semifinales, derrotando a Portia Pérez y Malia Hosaka, pero perdió ante Lacey. El volumen 13 también se grabó, lo que permitió a Haze disputar su primer combate contra Sarah Stock, que finalmente perdió. En el volumen 14, Haze y MsChif disputaron su primer combate para Shimmer, que Haze pudo ganar. Haze luchó contra Stock en un combate de aspirantes número uno en el volumen 15, pero perdió tras ser inmovilizada con un Victory roll. En el último volumen de 2007, el volumen 16, grabado el 15 de octubre, Haze unió fuerzas con MsChif y Eden Black para enfrentarse a The International Home Wrecking Crew, formado por Jetta, Lacey y Rain. Haze venció a Jetta para conseguir la victoria de su equipo.

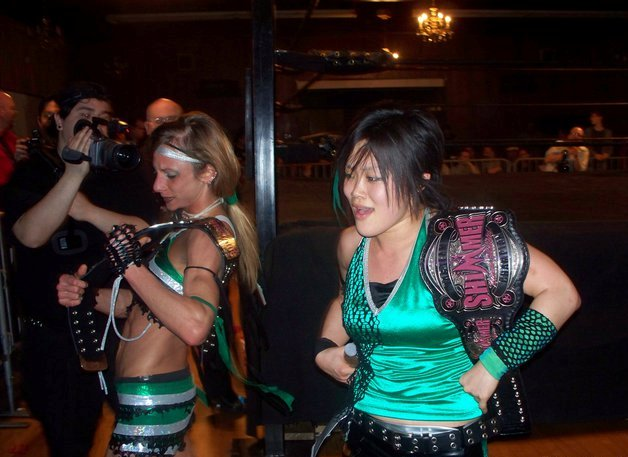
Haze (izq.) y Tomoka Nakagawa tras ganar el Shimmer Tag Team Championship.

Haze derrotó a Cindy Rogers en el Volumen 17 y a Jetta en el Volumen 18, ambos grabados el 26 de abril de 2008. Debido a una lesión en la espalda, Haze no compitió en los Volúmenes 19 o 20, aunque fue entrevistada por Rebecca Bayless en el Volumen 19.
El 8 de septiembre de 2008, Haze fue nombrada entrenadora del primer curso de formación de la escuela de lucha libre Shimmer, que comenzó el 27 de octubre de 2008. Haze volvió a competir en las grabaciones del Volumen 21 del 19 de octubre de 2008, donde fue derrotada por la campeona de Shimmer, MsChif, en un combate por el título. En el Volumen 22, grabado esa misma noche, derrotó a Miss Natural.
El 2 de mayo de 2009, en las grabaciones del Volumen 23, luchó contra Nicole Matthews hasta un empate de 20 minutos, el segundo de la historia después del que se produjo entre Mercedes Martínez y Sara Del Rey como parte del Volumen 1. En el Volumen 24, grabado esa misma noche, Haze derrotó a Matthews en una revancha "sin límite de tiempo" con el Mind Trip. La noche siguiente, en el Volumen 25, Haze se asoció con Allison Danger para derrotar a Matthews y Portia Pérez en un combate por equipos y en el Volumen 26 derrotó a su alumna y primera graduada de la Shimmer Wrestling School Rayna Von Tash en un combate individual.
El 8 de noviembre de 2009, en las grabaciones de los volúmenes 27 y 28, Haze, debido a una lesión, asumió el papel de árbitro en los combates entre Cat Power y Ariel, Amazing Kong y LuFisto y Nicole Matthews y Allison Danger.
Haze volvió a la lucha libre el 10 de abril en las grabaciones de los volúmenes 29 y 30. En el Volumen 29 fue derrotada por Misaki Ohata y después se volvió heel y la atacó. En el Volumen 30, Haze y Tomoka Nakagawa derrotaron a Ohata y a Jamilia Craft, otra de las alumnas de Haze de la Escuela de Lucha Shimmer, en un combate por equipos. Al día siguiente, en las grabaciones de los Volúmenes 31 y 32, Haze perdió ante Ayako Hamada y derrotó a Ayumi Kurihara por conteo en combates individuales.
El 11 de septiembre de 2010, en las grabaciones del Volumen 33, Haze fue derrotada por Kurihara en una revancha. Más tarde, ese mismo día, en un combate grabado para el Volumen 34, Haze sufrió una sorprendente derrota contra Tenille. Al día siguiente, Haze volvió a formar su equipo con Tomoka Nakagawa, cuando ambas derrotaron a Pretty Bitchin' (Nikki Roxx y Ariel) en un combate grabado para el Volumen 35. En el Volumen 36, Haze participó en un combate por equipos de eliminación de ocho mujeres, donde ella, Nakagawa, Sara Del Rey y Madison Eagles fueron derrotadas por Ayako Hamada, Ayumi Kurihara, Cheerleader Melissa y Serena Deeb.
El 26 de marzo de 2011, Haze fue derrotada por Serena Deeb en el Volumen 37 y derrotó a Courtney Rush como parte de las grabaciones del Volumen 38, antes de reafirmar su asociación con Tomoka Nakagawa señalando que estaban invictas en combates por equipos. Al día siguiente, en las grabaciones del volumen 40, Haze y Nakagawa derrotaron a las Seven Star Sisters (Hiroyo Matsumoto y Misaki Ohata) para ganar el Shimmer Tag Team Championship.
Haze y Nakagawa perdieron el título ante Ayako Hamada y Ayumi Kurihara el 1 de octubre en el volumen 41. Tras la derrota, Haze anunció que dejaba la promoción. El 11 de octubre de 2015, Haze hizo un regreso de una noche a la lucha libre durante el fin de semana del décimo aniversario de Shimmer, cuando participó en el combate de retirada de Portia Pérez, en el que ella, Kellie Skater, Lexie Fyfe y Madison Eagles derrotaron a Pérez, Kimber Lee, Lacey y Nicole Matthews.

### Otras promociones (2003–2011)

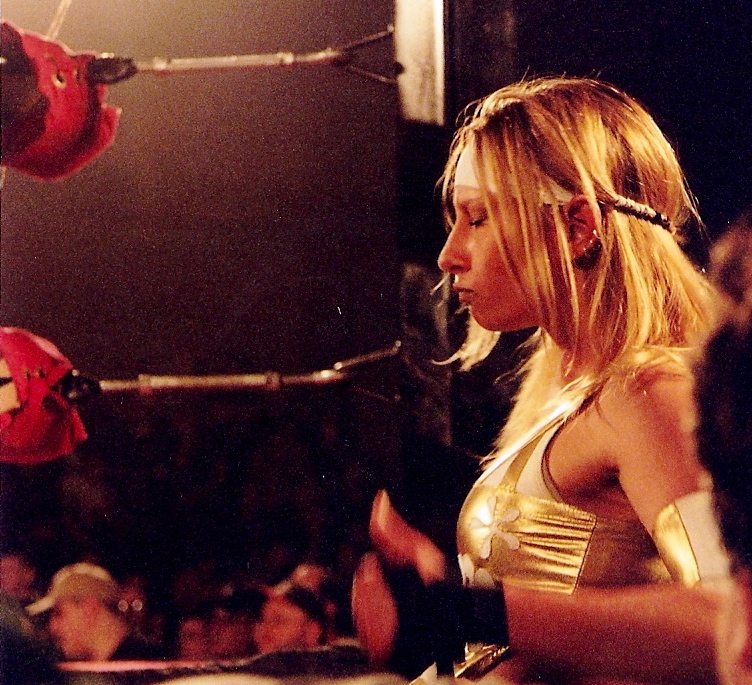
Daizee Haze en un evento de 2006.

Cuando Total Nonstop Action Wrestling (TNA) entró en el pago por visión semanal, Haze fue contratada para hacer varias apariciones. La primera tuvo lugar el 22 de febrero de 2003, para el programa de televisión Impact! Xplosion, donde luchó contra MsChif. Haze continuó haciendo apariciones como valet y compañera de equipo ocasional de Matt Sydal. 
En el episodio del 2 de julio de 2003 de Xplosion, Haze y Sydal fueron derrotados en un combate por equipos mixtos por Julio Dinero y Alexis Laree, y en el episodio del 4 de febrero de 2004 Haze fue derrotada por Trinity en un combate individual. También perdió un combate contra Nurse Veronica, en el que Veronica humilló a Haze cambiándole los pañales tras conseguir la victoria.
Haze participó en dos torneos ChickFight. El primero tuvo lugar en septiembre de 2006 en el ChickFight VI, en el que Haze se enfrentó a la campeona defensora, Cheerleader Melissa, en la primera ronda. Las dos lucharon hasta un empate de treinta y cinco minutos, lo que significó que ambas avanzaron a la segunda ronda, donde tuvieron un combate a tres bandas, en el que también participó Allison Danger. Haze ganó el combate, y luego derrotó a la nipona KAORU en la final para ganar el torneo ChickFight VI. Al año siguiente, Haze volvió a participar en el torneo, y derrotó a Skye en la primera ronda, antes de perder ante Eden Black en las semifinales.
En el episodio del 1 de mayo de 2008 de TNA Impact! Haze hizo su regreso a TNA, utilizando la ortografía alternativa de "Daisy Haze", en un esfuerzo perdedor contra Cheerleader Melissa. Haze también fue entrevistada por Jeremy Borash en la edición del 1 de mayo de 2008 de TNA Today.
A principios de 2009 Haze, bajo el nombre de Marley Sebastian, participó en las grabaciones del nuevo programa de lucha libre femenina Wrestlicious, que se estrenó en MavTV y BiteTV el 1 de marzo de 2010. Su nombre en el ring se acortó a Marley tras su debut en el cuarto episodio el 24 de marzo, en el que fue derrotada por Sierra Sheraton.
El 21 de junio de 2009, Haze derrotó a Portia Pérez, Jessica James y Sara Del Rey para ganar el primer torneo anual American Joshi Queen of Queens de Anarchy Championship Wrestling.
Haze apareció en el primer pay-per-view de Dragon Gate USA, Enter the Dragon, que se grabó el 25 de julio de 2009 y se emitió el 4 de septiembre, acompañando a BxB Hulk al ring.

### Retiro
Tras perder el Campeonato Shimmer Tag Team el 1 de octubre de 2011, Haze se retiró de la lucha libre profesional. El 29 de noviembre de 2012, Haze hizo un regreso de una noche al acompañar a MsChif en su combate contra Sean Vincent en un evento de Dynamo Pro Wrestling.

## Campeonatos y logros
- All Pro Wrestling
  - APW Future Legend Championship (1 vez)[58]
- Anarchy Championship Wrestling
  - American Joshi Queen of Queens (2009)[59]
- ChickFight
  - ChickFight VI[1]
- Independent Wrestling Association Mid-South
  - IWA Mid-South Women's Championship (2 veces)[9]
- NWA Midwest
  - NWA Midwest Women's Championship (2 veces)[60]
- Pro Wrestling Illustrated
  - Posicionada en el nº 15 del top 50 de luchadoras femeninas en el PWI Female 50 en 2008[61]
- Shimmer Women Athletes
  - Shimmer Tag Team Championship (1 vez) – con Tomoka Nakagawa[48]